# Nhàu
Nhàu thuộc họ Cà phê, có tên khoa học là Morinda citrifolia, thường mọc ở vùng nhiệt đới và ôn đới. Ở Việt Nam, nhàu mọc nhiều ở những vùng ẩm thấp dọc theo bờ sông bờ suối, ao hồ hoặc mương rạch ở khắp các tỉnh miền Nam và một số tỉnh miền Trung. Loài này được L. miêu tả khoa học đầu tiên năm 1753.

## Mô tả

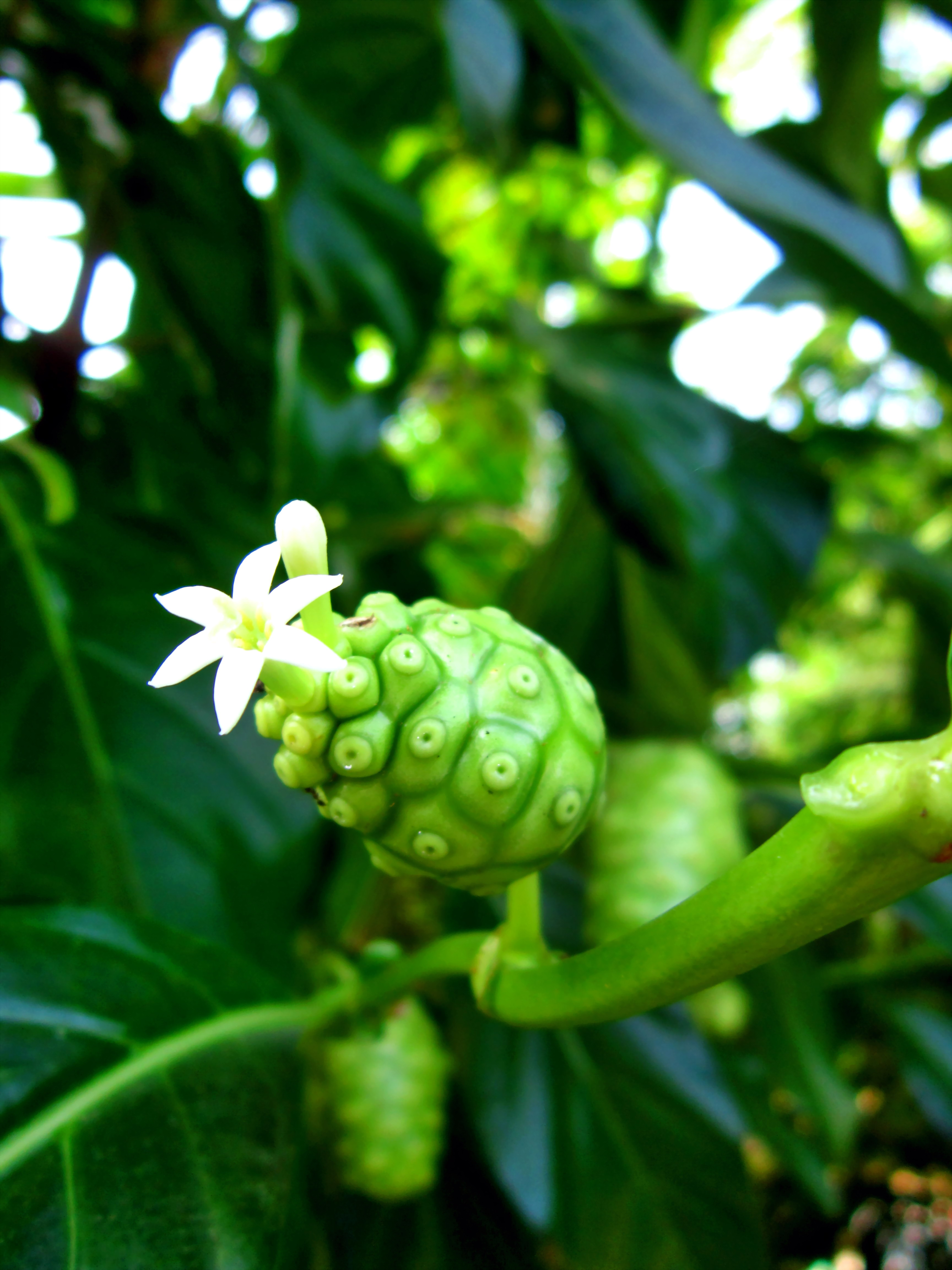
Hoa và quả của cây nhàu (Morinda Citrifolia L)

Cây gỗ nhỏ, mọc đứng.
- Thân: Cây cao 4-8 m. Thân, cành non mập, có 4 cạnh rõ, màu lục hoặc nâu nhạt. Cành non màu xanh, tiết diện vuông, có rãnh, nhẵn; cành già tiết diện tròn, màu nâu xám.
- Lá: Lá mọc đối, hình bầu dục dài 12-30 cm, rộng 6–15 cm, mép uốn lượn, lá màu xanh bóng đậm ở mặt trên, mặt dưới nhạt hơn. Bìa lá hơi dợn sóng. Gân lá hình lông chim, nổi rõ ở mặt dưới, 6-7 cặp gân phụ. Cuống lá 1–2 cm. Lá kèm nằm giữa 2 lá mọc đối, hình xoan, cao 1-1,5 cm, màu xanh nhạt.
- Hoa: Cụm hoa là đầu hình tròn hay hơi bầu dục, ở ngoài nách lá. Trục cụm hoa hình trụ, màu xanh, nhẵn, dài 1–2 cm. Đáy cụm hoa có 3 phiến hẹp, dài 5–8 mm. Hoa đều, lưỡng tính, mẫu 5. Đài hoa là một gờ tròn. Cánh hoa 5, ống tràng hình phễu, màu xanh nhạt, cao 7–12 mm; bên trong có nhiều lông trắng; 5 thùy dài khoảng 5–8 mm, màu trắng, hình bầu dục đầu nhọn, đỉnh có phụ bộ là một mấu nhỏ cong vào trong. Khi hoa nở các thùy cong xuống phía dưới; tiền khai van. Nhị 5, bằng nhau, rời, gắn ở phần loe của ống tràng xen kẽ với các cánh hoa, chỉ nhị rất ngắn. Bao phấn hình đầu tên, màu vàng nhạt, dài khoảng 4 mm; 2 ô, mở dọc, hướng trong, đính gốc. Hạt phấn rời, hình hình cầu, màu vàng nhạt. Lá noãn 2, ở vị trí trước sau, bầu dưới, 2 ô, mỗi ô 1 noãn, đính trung trụ. Vòi và đầu nhụy. Vòi nhụy dạng sợi màu xanh nhạt, dài 5 mm; 2 đầu nhụy dạng phiến mỏng, dài 3 mm, màu xanh. Đĩa mật dày, hình khoen, màu vàng. Cây ra hoa quanh năm, tập trung nhiều nhất vào khoảng tháng 11-2, cho quả vào khoảng tháng 3-5.
- Quả: Quả hạch kép do bầu noãn và một phần lá đài của các hoa trên cụm hoa dính nhau tạo thành. Quả còn non màu xanh nhạt, dài 5–7 cm, rộng 3–4 cm. Quả già màu ngà vàng, nhẵn bóng, mùi khai, trên quả còn vết tích các đĩa mật. Quả thịt, hình trứng gồm nhiều quả hạch dính vào nhau, khi chín màu vàng, chứa cơm mềm, ăn được.
- Hạt: Hạt nhiều, hình bầu dục, một đầu nhọn, màu nâu đen .

## Bộ phận dùng
Rễ, thu hái vào mùa đông. Lá vào mùa xuân. Quả vào mùa hạ. Rễ phơi khô. Lá và quả dùng tươi.

## Thành phần hóa học
Vỏ rễ chứa morindon, morindin, morindadiol, soranjidiol, axít rubichloric, alizarin a-methyl ete và rubiadin 1-methyl ete.

## Công dụng
Chữa huyết áp cao, nhức mỏi, đau lưng: ngày 10- 20g vỏ rễ sắc hoặc sao vàng ngâm rượu uống. Lá giã đắp chữa nhọt mủ. Lá sắc uống chữa sốt, lỵ, bệnh tiêu chảy. Quả làm dễ tiêu, nhuận tràng, chữa lỵ, băng huyết, bạch đới, ho, cảm, phù, đau dây thần kinh, bệnh đái đường
Tác dụng dược lý: một số thí nghiệm trên động vật đã cho thấy rõ các tác dụng của rễ nhàu như sau: 
- Nhuận tràng nhẹ và lâu dài
- Lợi tiểu nhẹ
- Làm êm dịu thần kinh trên thần kinh giao cảm
- Hạ huyết áp